# Ivan Perrillat-Boiteux
Ivan Perrillat-Boiteux (Annecy, 28 de diciembre de 1985) es un deportista francés que compitió en esquí de fondo.
Participó en los Juegos Olímpicos de Sochi 2014, obteniendo una medalla de bronce en la prueba de relevo (junto con Jean-Marc Gaillard, Maurice Manificat y Robin Duvillard).

## Palmarés internacional
| Juegos Olímpicos | Juegos Olímpicos | Juegos Olímpicos  | Juegos Olímpicos |
| Año              | Lugar            | Medalla           | Prueba           |
| ---------------- | ---------------- | ----------------- | ---------------- |
| 2014             | Sochi (Rusia)    | Medalla de bronce | Relevo 4 × 10 km |